# Tour de Suisse 1993
Die 57. Tour de Suisse fand vom 15. bis 24. Juni 1993 statt. Sie wurde in zehn Etappen über eine Distanz von 1721,2 Kilometern ausgetragen.
Gesamtsieger wurde der Italiener Marco Saligari. Die Rundfahrt startete in Affoltern am Albis und endete in Zürich. Insgesamt gingen 129 Fahrer an den Start, von denen 114 in Zürich ins Ziel kamen.

## Etappen
| Etappe     | Tag      | Start – Ziel                            | km       | Etappensieger              | Gesamtwertung  |
| ---------- | -------- | --------------------------------------- | -------- | -------------------------- | -------------- |
| 1. Etappe  | 15. Juni | Affoltern am Albis – Affoltern am Albis | 161      | Johan Museeuw              | Johan Museeuw  |
| 2. Etappe  | 16. Juni | Baden – Baden                           | 181      | Giorgio Furlan             | Johan Museeuw  |
| 3. Etappe  | 17. Juni | Brugg – Interlaken                      | 195      | Tristan Hoffman            | Johan Museeuw  |
| 4. Etappe  | 18. Juni | Bern – Vevey                            | 212,3    | Pavel Tonkow               | Marco Saligari |
| 5. Etappe  | 19. Juni | Vevey – Liestal                         | 219,5    | Wjatscheslaw Jekimow       | Marco Saligari |
| 6. Etappe  | 20. Juni | Solothurn – Balmberg                    | 12 (BZF) | Zenon Jaskuła              | Marco Saligari |
| 7. Etappe  | 21. Juni | Brig – Isone                            | 185      | Rolf Järmann               | Marco Saligari |
| 8. Etappe  | 22. Juni | Rivera – Arosa                          | 197      | Pascal Richard             | Marco Saligari |
| 9. Etappe  | 23. Juni | Chur – Bad Ragaz                        | 178,7    | Rolf Sørensen              | Marco Saligari |
| 10. Etappe | 24. Juni | Bad Ragaz – Zürich                      | 180      | Dschamolidin Abduschaparov | Marco Saligari |